# Concepción Las Minas
Concepción Las Minas é uma cidade da Guatemala do departamento de Chiquimula.